# 施瓦岑贝格 (卢塞恩州)

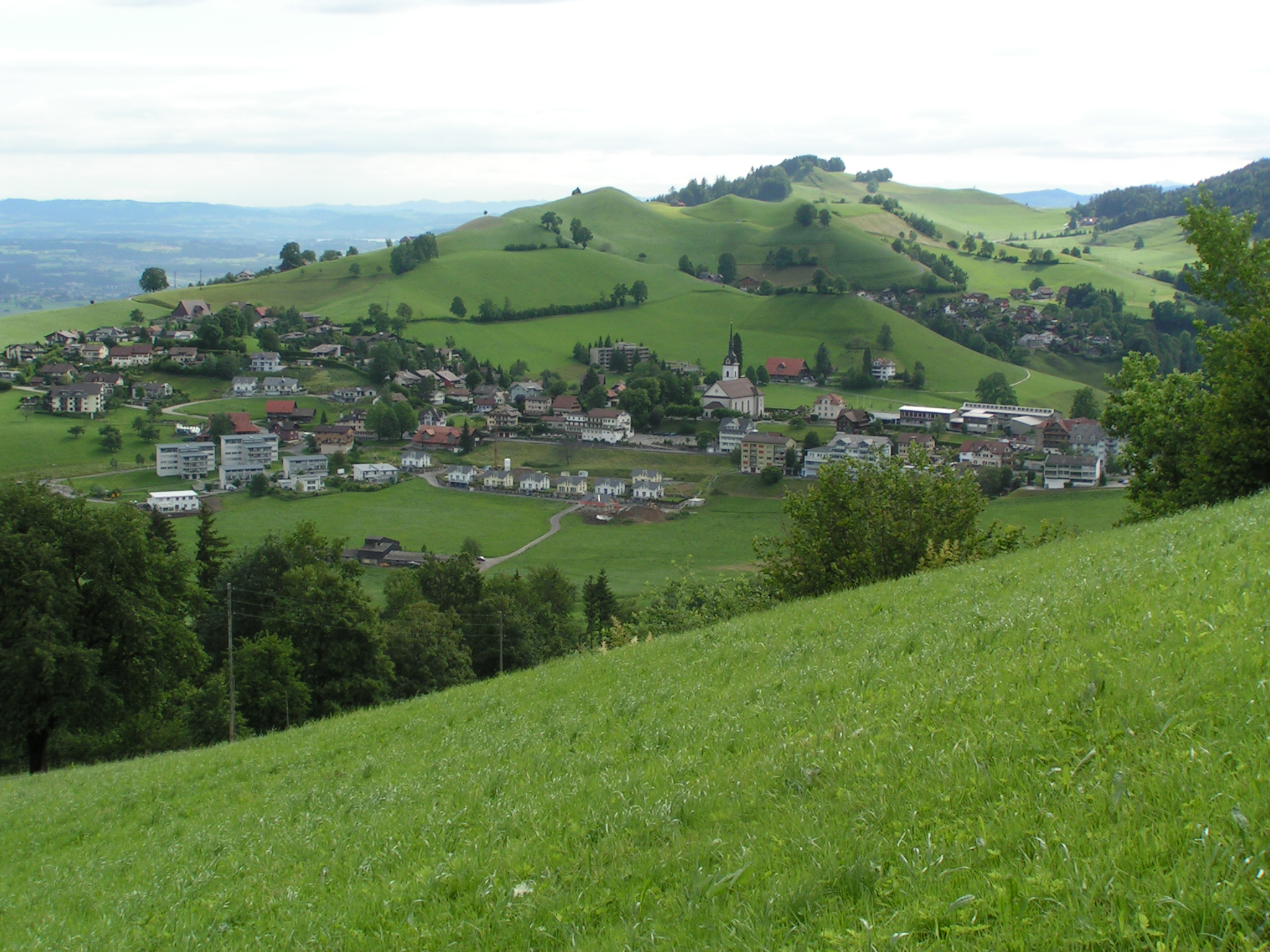

施瓦岑貝格是瑞士的城鎮，位於該國中部，由琉森州負責管轄，面積39.25平方公里，五成半土地是森林，海拔高度823米，2011年人口1,633，人口密度每平方公里42人。
47°00′51″N 8°10′24″E / 47.0142°N 8.1733°E